# IC 3896
IC 3896 ist eine elliptische Galaxie vom Hubble-Typ E im Sternbild Zentaur. Sie ist schätzungsweise 83 Millionen Lichtjahre von der Milchstraße entfernt.
Das Objekt wurde am 10. Mai 1904 von Royal Harwood Frost entdeckt.